# 大文山區

大文山區，或稱為大文山地區，泛指現今臺灣大臺北的景美、木柵、深坑、新店、石碇、坪林及烏來一帶，1946至1950年為臺北縣的縣轄區「文山區」，前身為台灣日治時期之台北州文山郡。目前深坑、新店、石碇、坪林、烏來屬新北市管轄，景美與木柵則同屬臺北市文山區。

## 地名由來
位於福建省泉州府安溪縣的高、張、林等三家族的祖先在清朝乾隆年間渡海來臺，他們從淡水河駛入新店溪到景美溪沿岸並逐步開墾土地。漸漸的人口眾多起來，有的溯溪而上往來於木柵、深坑、石碇、新店。先民見此地山勢起伏，宛如人的「拳頭」，故曰「拳頭母山」，清道光21年（1841年）將該地命名為拳山堡，隸屬淡水廳。清光緒20年（1894年）地方士紳嫌名稱不雅，請求改為「文山秀氣」的「文山堡」。

## 發展歷程
| 堡     | 區       | 管轄區域                                                                   | 設立時間   | 設立時間   | 設立時間         | 設立時間         | 設立時間     | 設立時間     | 設立時間     |
| 堡     | 區       | 管轄區域                                                                   | 1897年6月  | 1899年6月  | 1901年11月       | 1909年10月       | 1920年10月   | 1950年       | 現況         |
| ------ | -------- | -------------------------------------------------------------------------- | ---------- | ---------- | ---------------- | ---------------- | ------------ | ------------ | ------------ |
| 文山堡 | 小格頭區 | 小格頭庄、蓬菜藔庄、烏塗窟庄、青潭庄一部                                   | 景美辨務署 | 景美辨務署 | 深坑廳直轄       | 台北廳深坑支廳   | 文山郡石碇庄 | 台北縣石碇鄉 | 新北市石碇區 |
| 文山堡 | 楓仔林區 | 雙溪庄、楓仔林庄、大溪墘庄、松柏崎庄、排藔庄、新興坑庄、鹿窟庄、土庫庄一部 | 景美辨務署 | 景美辨務署 | 深坑廳直轄       | 台北廳深坑支廳   | 文山郡石碇庄 | 台北縣石碇鄉 | 新北市石碇區 |
| 文山堡 | 石碇區   | 石碇街、玉桂嶺庄、員潭仔坑庄、崩山庄                                       | 景美辨務署 | 景美辨務署 | 深坑廳直轄       | 台北廳深坑支廳   | 文山郡石碇庄 | 台北縣石碇鄉 | 新北市石碇區 |
| 文山堡 | 深坑區   | 深坑仔庄、土庫庄一部、升高坑庄、烏月庄、萬順藔庄、阿柔坑庄、陂內坑庄一部   | 景美辨務署 | 景美辨務署 | 深坑廳直轄       | 台北廳深坑支廳   | 文山郡深坑庄 | 台北縣深坑鄉 | 新北市深坑區 |
| 文山堡 | 陂內坑區 | 陂內坑庄一部                                                               | 景美辨務署 | 景美辨務署 | 深坑廳直轄       | 台北廳深坑支廳   | 文山郡深坑庄 | 台北縣木柵鄉 | 臺北市文山區 |
| 文山堡 | 內湖區   | 內湖庄                                                                     | 景美辨務署 | 景美辨務署 | 深坑廳景尾支廳   | 台北廳新店支廳   | 文山郡深坑庄 | 台北縣木柵鄉 | 臺北市文山區 |
| 文山堡 | 景尾區   | 萬盛庄、興福庄                                                             | 景美辨務署 | 景美辨務署 | 深坑廳景尾支廳   | 台北廳新店支廳   | 文山郡深坑庄 | 台北縣景美鎮 | 臺北市文山區 |
| 文山堡 | 大坪林區 | 大坪林庄一部                                                               | 景美辨務署 | 景美辨務署 | 深坑廳景尾支廳   | 台北廳新店支廳   | 文山郡新店街 | 台北縣新店鎮 | 新北市新店區 |
| 文山堡 | 新店區   | 青潭庄一部、直潭庄、大坪林庄一部                                           | 景美辨務署 | 景美辨務署 | 深坑廳景尾支廳   | 台北廳新店支廳   | 文山郡新店街 | 台北縣新店鎮 | 新北市新店區 |
| 文山堡 | 安坑區   | 安坑庄                                                                     | 景美辨務署 | 景美辨務署 | 深坑廳景尾支廳   | 台北廳新店支廳   | 文山郡新店街 | 台北縣新店鎮 | 新北市新店區 |
| 文山堡 | 坪林尾區 | 坪林尾庄、灣潭庄、坑仔口庄、鰎魚掘庄、水聳淒坑庄、九芎林庄、厚德崗坑庄     | 景美辨務署 | 景美辨務署 | 深坑廳坪林尾支廳 | 宜蘭廳坪林尾支廳 | 文山郡坪林庄 | 台北縣坪林鄉 | 新北市坪林區 |
| 文山堡 | 濶瀨區   | 大粗坑庄、鷺鶿岫庄、楣仔藔庄、大舌湖庄、柑腳坑庄、濶瀨庄                   | 景美辨務署 | 景美辨務署 | 深坑廳坪林尾支廳 | 宜蘭廳坪林尾支廳 | 文山郡坪林庄 | 台北縣坪林鄉 | 新北市坪林區 |
| 文山堡 | 大平區   | 太平庄、烏山庄、溪尾寮庄、料角坑庄                                         | 景美辨務署 | 基隆辨務署 | 基隆廳頂雙溪支廳 | 台北廳頂雙溪支廳 | 基隆郡雙溪庄 | 台北縣雙溪鄉 | 新北市雙溪區 |
| 文山堡 | 蕃地     |                                                                            | 蕃地       | 蕃地       | 蕃地             | 蕃地             | 文山郡蕃地   | 台北縣烏來鄉 | 新北市烏來區 |

### 清治時期
1723年設淡水廳，1875年設臺北府之際，將原隸屬臺灣府之淡水廳更名為淡水縣，本區域當時屬於拳山堡轄區，後來改名為文山堡（堡類似今日的「鄉」）轄下共設有14個莊：公館街、溪仔口莊、大坪林莊、秀朗社、暗坑仔莊、青潭莊、十五分莊、內湖莊、木柵莊、頭重溪莊、萬順寮莊、深坑仔莊、土庫莊、楓林莊。

### 日治時期
1895年臺灣被割讓於日本，本區域改隸屬於臺北縣直轄文山堡，其出張所設於深坑街。1897年5月設立「景尾辨務署」，但在1900年12月1日裁撤，後被新設的「深坑辨務署」所取代。1901年11月設置深坑廳，下轄「景尾支廳」與「坪林尾支廳」，至此深坑成為大文山地區的政經中心。1909年，深坑廳的坪林尾支廳改隸宜蘭廳，景尾支廰改稱「新店支廰」隸屬於臺北廳。
1920年臺灣總督府將臺灣西部10個廳改制為5個州，五州之下轄3市47郡，市、郡同級，47郡之下轄263街庄（規模約等同於今日的鄉鎮市），本區域隸屬於臺北州文山郡，文山郡役所設於新店街，至此大文山地區的政經中心不再是以往的深坑，而逐漸南移至新店。文山郡其行政區劃如下：
- 文山郡
  - 新店街（今屬新北市新店區）
    - 轄域內分為安坑、大坪林、青潭、直潭、平廣、龜山等6個大字。

  - 深坑庄（今屬臺北市文山區、新北市深坑區）
    - 轄域內分為深坑子、土庫、升高坑、烏月、萬順寮、阿柔坑、萬盛、興福、內湖、坡內坑等10個大字。

  - 石碇庄（今屬新北市石碇區）
    - 轄域內分為石碇、小格頭、蓬菜寮、烏塗窟、雙溪、楓子林、大溪墘、松柏崎、排寮、新興坑、鹿窟、玉桂嶺、員潭子坑、崩山、火燒樟、乾溝等16個大字。

  - 坪林庄（今屬新北市坪林區）
    - 轄域內分為坪林、灣潭、坑子口、魚堀、水聳凄坑、九芎林、厚德岡坑、大粗坑、鷺鶿岫、楣子寮、大舌湖、柑脚坑、濶瀨、金瓜寮、姑婆寮、四堵等16個大字。

  - 蕃地（今屬新北市烏來區）
    - 龜山、大粗坑、平廣坑、乾溝、火燒樟、烏來（ウライ，相當於今日的烏來街區）、阿玉（今烏來區孝義里）、哪哮（ラハウ，今烏來區信賢里）、屯鹿（トンロク，今烏來區福山里）、李茂岸（今烏來區福山里）、扎孔（チャコン，今烏來區福山里）、卡拉模基（カラモチ，今烏來區福山里）、西拉庫（シラック，今烏來里）、大羅蘭（タラナン，今烏來區福山里）、金瓜寮、姑婆寮、磨壁潭、大粗坑（坪林尾）、紅山水、桶後溪（今烏來區孝義里）等20個大字。

### 戰後時期
- 民國34年（1945年）國民政府接收臺灣，原文山郡更名為「文山區」，後於1950年9月廢除。原轄有以下鄉鎮：
  - 新店鎮
  - 深坑鄉（1950年3月拆分為深坑鄉、木柵鄉、景美鎮）
  - 石碇鄉
  - 坪林鄉
- 1967年，木柵鄉與景美鎮劃入臺北市行政區域。
- 1990年，景美區與木柵區合併成為臺北市文山區。
- 其他地區均在2010年隨著臺北縣改制為直轄市——新北市——之際一同改制為市轄區，分別為：
  - 深坑區
  - 石碇區
  - 坪林區
  - 新店區
  - 烏來區（於2014年成為直轄市山地原住民區。）

### 未來規劃
以新北市政府於2011年委託中國地方自治學會進行的新北市行政區調整研究規劃案來看：
- 烏來區為直轄市山地原住民區。
- 新店區因為人口數已達30萬人以上，維持獨立行政區不變。
- 深坑區、石碇區與坪林區因為人口數少，可能整併成一個新行政區。

## 人口
本地區的戶政系統管理方面，木柵及景美以臺北市文山區戶政事務所為管理機關，所本部設在木柵木柵路，另外再於景美興隆路增設景美辦事處。
而新店、深坑、石碇、坪林及烏來等地則以新北市新店戶政事務所為管理機關，所本部設在新店行政街，另外於安坑地區設立安康辦事處，其餘在深坑深坑街、石碇碇坪路、坪林及烏來新烏路則設立區域所服務。下表為2024年4月人口狀況，人口主要集中於新店區、文山區及深坑區：
| 行政區       | 人口    | 面積 (km²) | 人口密度 (人/km²) |
| ------------ | ------- | ---------- | ----------------- |
| 臺北市文山區 | 260,023 | 31.51      | 8,252             |
| 新北市深坑區 | 23,665  | 20.58      | 1,150             |
| 新北市新店區 | 305,362 | 120.23     | 2,540             |
| 新北市石碇區 | 7,108   | 144.35     | 49.2              |
| 新北市烏來區 | 6,290   | 321.13     | 19.6              |
| 新北市坪林區 | 6,416   | 170.84     | 37.6              |
| 大文山區     | 608,864 | 808.64     | 752               |

## 警政
本地區在警政方面，1950年以前全由臺北縣警察局文山分局所管轄，1952年起改名為新店分局，1968年後由於木柵及景美由臺北市所轄，故分別設立木柵分局與景美分局，直至木柵與景美兩地合併為文山區後，才再分別更名為臺北市政府警察局文山一分局及臺北市政府警察局文山二分局所治理。
而在新店、深坑、石碇、坪林及烏來等地則一直由臺北縣政府警察局新店分局所轄，2010年因應升格直轄市，才更名為新北市政府警察局新店分局，局本部設於新店。

## 交通

### 捷運
- 臺北捷運：主要行經新店區與文山區，目前規畫於深坑區興建輕軌系統。
  - 營運中
    - █ 文湖線：辛亥站、萬芳醫院站、萬芳社區站、木柵站、動物園站。
    - █ 松山新店線：萬隆站、景美站、大坪林站、七張站、新店區公所站、新店站。
    - █ 小碧潭支線：七張站、小碧潭站。
    - █ 環狀線：十四張站、大坪林站。
    - █ 安坑輕軌：十四張至雙城站。（全線）

  - 興建中
    - █ 環狀線：動物園站至大坪林站。（南環段）

  - 規劃中
    - █ 深坑輕軌：動物園站至草地頭站（全線）。

## 大學教育
- 國立政治大學
- 國立臺灣師範大學公館校區
- 世新大學
- 華梵大學
- 東南科技大學
- 景文科技大學
- 中國科技大學
- 臺灣警察專科學校
- 國立臺灣戲曲學院木柵校區

## 旅遊

### 名勝

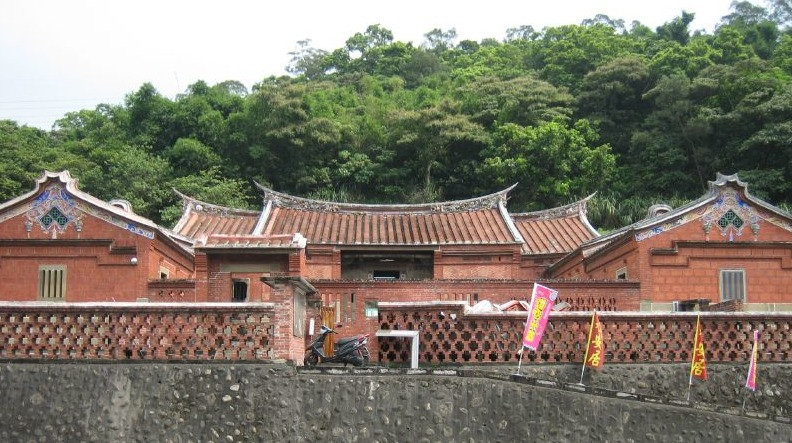
深坑黃氏永安居

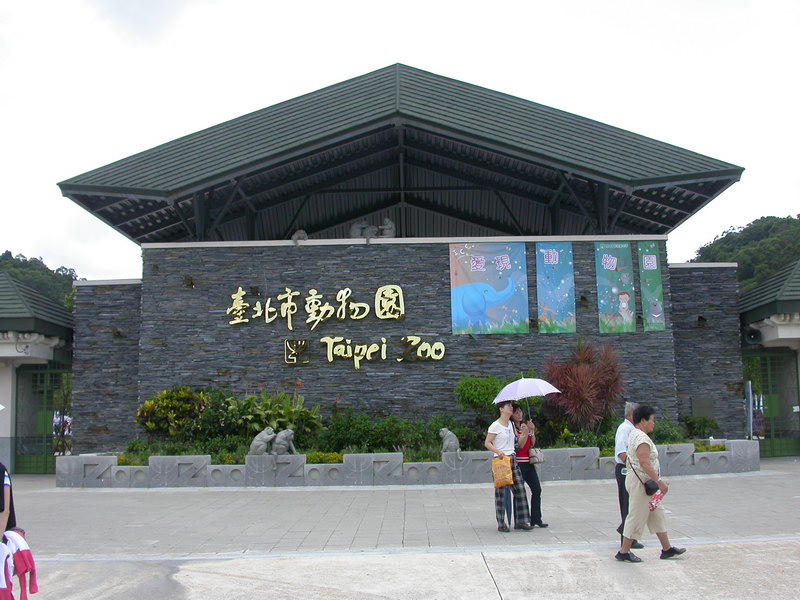
臺北市立動物園大門

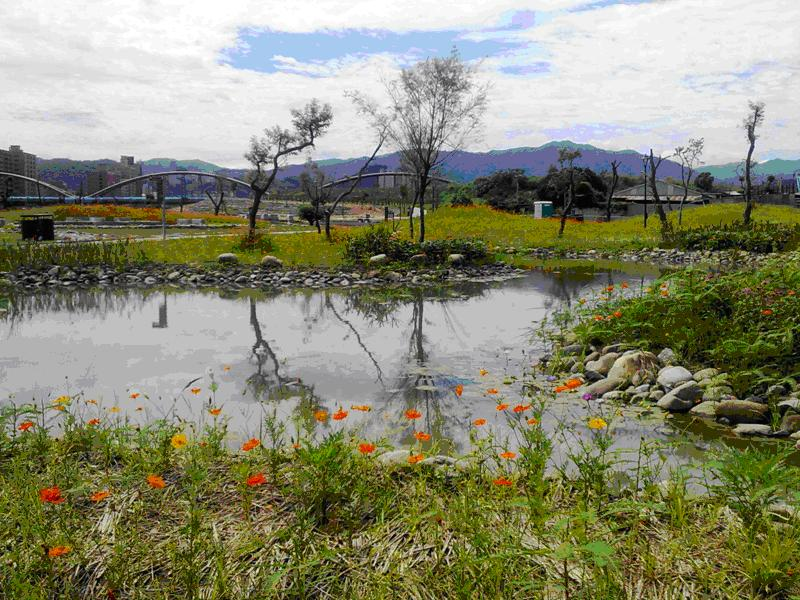
陽光運動公園

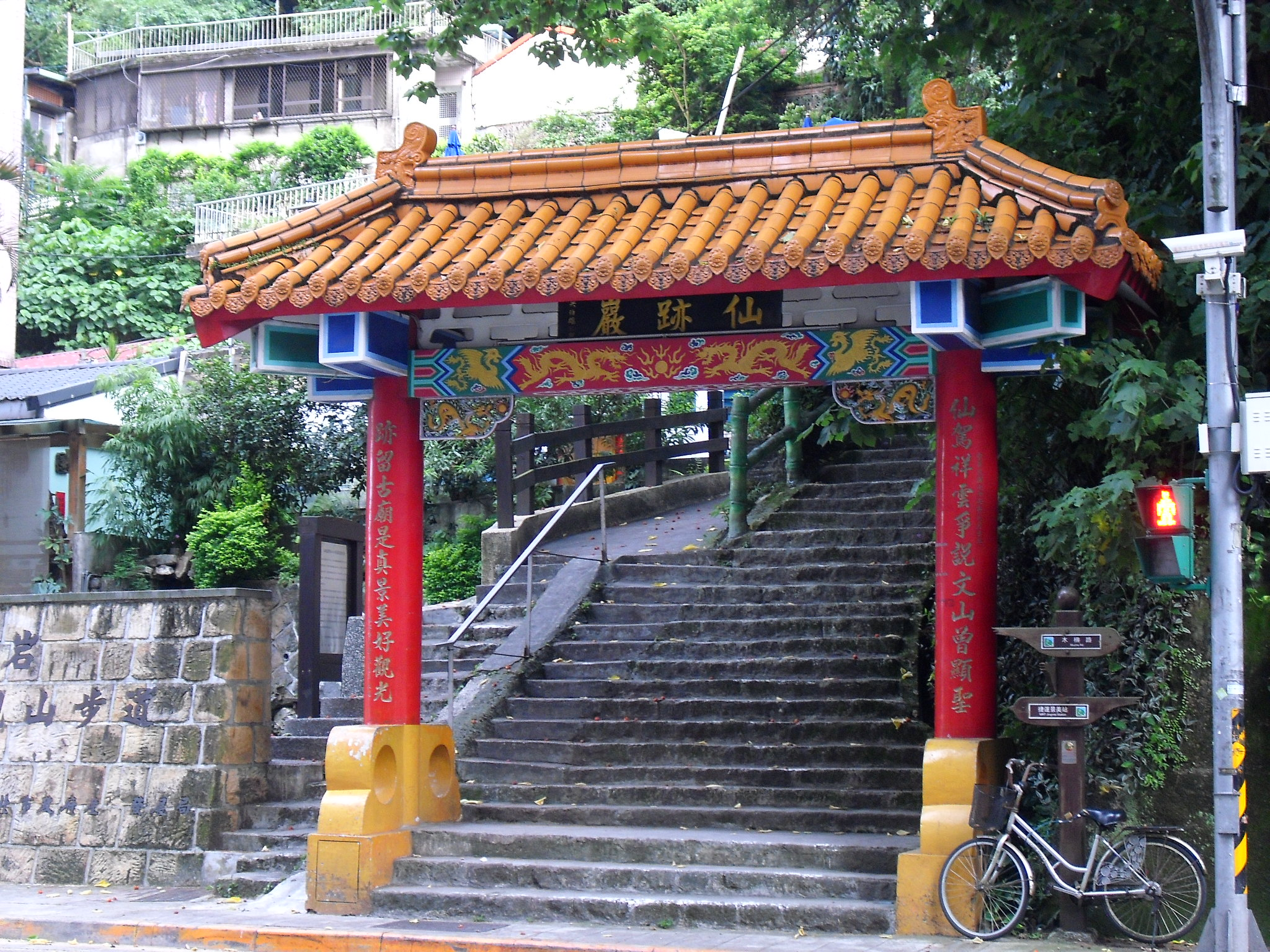
仙跡巖牌樓

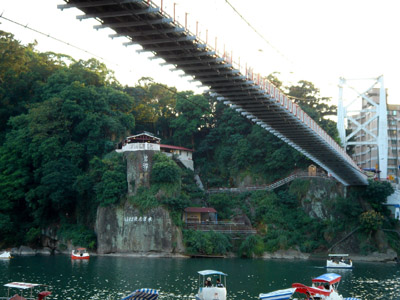
碧潭

- 陽光運動園區
- 碧潭吊橋
- 仙跡岩
- 指南宮
- 樟山寺
- 臺北市立動物園
- 公館後賞桐步道
- 炮子崙瀑布
- 烏來瀑布
- 銀河洞瀑布
- 獅仔頭山

### 古蹟
- 深坑國小禮堂[3]（新北市歷史建築）
- 深坑黃氏永安居[4]（新北市市定古蹟）
- 深坑黃氏興順居[5]（新北市市定古蹟）
- 德鄰居（陳秋菊古厝）[6]
- 景美集應廟：三級古蹟，1867年建立。
- 汀州路台鐵舊宿舍：歷史建築，1962年建立。

### 夜市與商圈

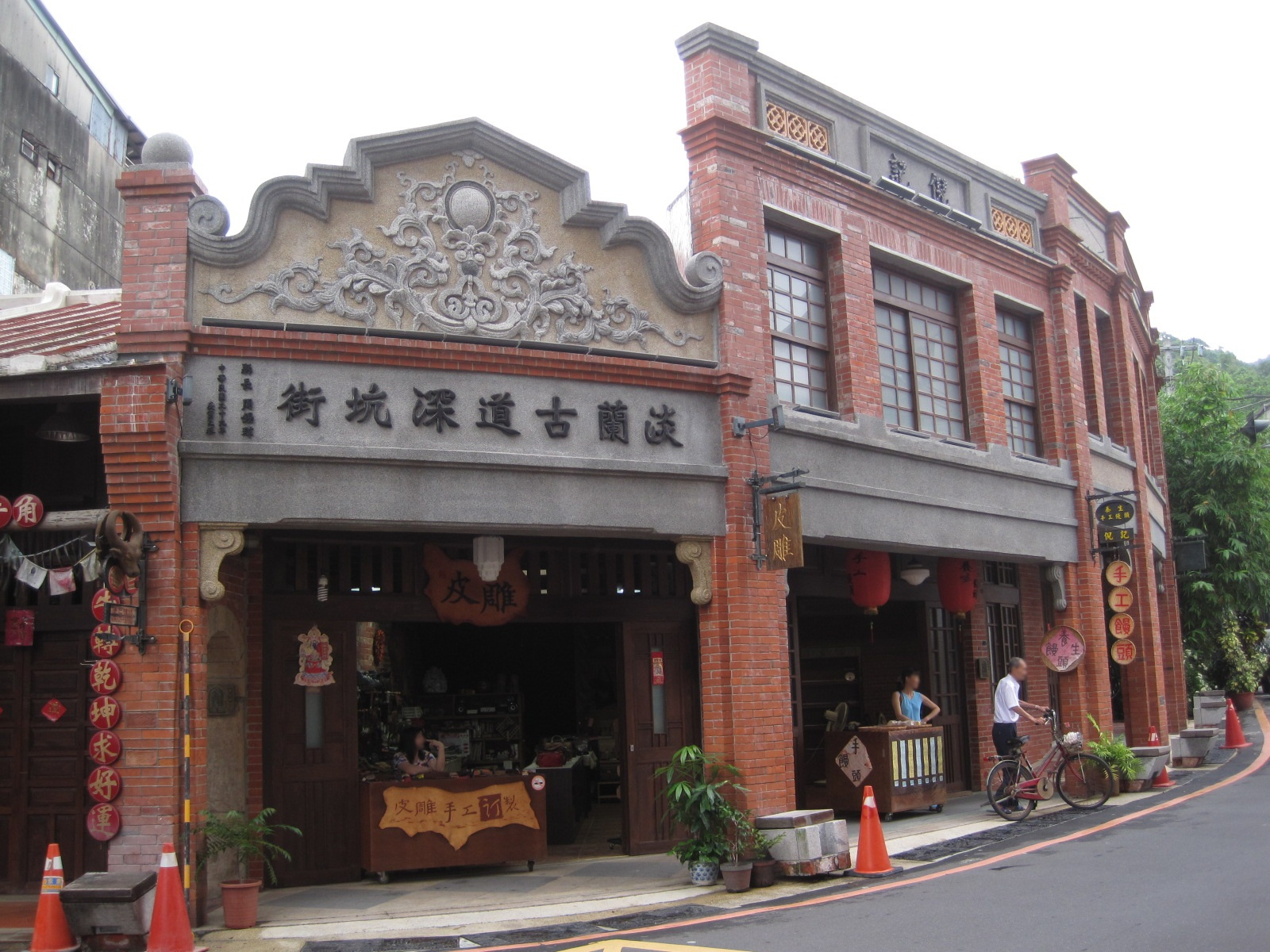
淡蘭古道深坑街

- 深坑老街（新北市歷史風貌特定專用區）
- 景美觀光夜市
- 萬芳醫院商圈
- 政治大學商圈
- 深坑廟前夜市

### 百貨賣場
- 裕隆城
- 瀚星百貨
- 愛買
- 家樂福
- 大潤發
- 京站時尚廣場
- IKEA

### 其他
- 國家人權博物館景美人權文化園區
- 新北市農會文山農場
- 二叭子植物園
- 新北市立圖書館新店文史館

## 外部連結
- 臺北市文山區戶政事務所（页面存档备份，存于）
- 新北市新店戶政事務所（页面存档备份，存于）
- 木柵文史工作室【文山鄉土教育網】